# Occhi profondi
Occhi profondi – singel Emmy Marrone, wydany 19 czerwca 2015, pochodzący z albumu Adesso. Utwór napisali i skomponowali Dario Faini oraz Ermal Meta, a za produkcję odpowiadali Emma Marrone i Luca Mattioni. Kompozycja została nagrana w studiu Abbey Road Studios w Londynie.
Singel był notowany na 13. miejscu na liście pięćdziesięciu najlepiej sprzedających się singli we Włoszech i został wyróżniony podwójnie platynowym certyfikatem w tym kraju za przekroczenie progu 100 tysięcy sprzedanych kopii.
Premiera teledysku do piosenki odbyła się w dniu wydania singla, a wyreżyserowali go Luigi Antonini i Giuliano Peparini.

## Lista utworów
- Digital download[8]

1. „Occhi profondi” – 3:08

## Notowania

### Pozycja na liście sprzedaży
| Kraj   | Notowanie (2015) | Najwyższa pozycja | Certyfikat | Sprzedaż |
| ------ | ---------------- | ----------------- | ---------- | -------- |
| Włochy | FIMI             | 13                | 2× platyna | 100 000+ |